# Robert Balfour
Robert Balfour, também conhecido por Balforeus (Forfarshire, c. 1553 – 1621) foi um filósofo e filólogo escocês.

## Biografia
Acredita-se que tenha nascido em 1550. De acordo com o escritor escocês David Buchanan, autor de De Scriptoribus Scotis, ele descende de uma família distinta de Fifeshire, mas o próprio Balfour informa em Commentarius in Cleomedem, que nasceu em Forfarshire, provavelmente perto Dundee.
De uma escola em seu distrito natal, Balfour foi enviado para a Universidade de St Andrews, e de lá para a Universidade de Paris, onde atraiu muita atenção pela habilidade com que sustentava publicamente certas teses filosóficas contra todos os adversários. Depois, foi convidado para ir a Bordéus pelo arcebispo daquela sé, e ali se tornou um membro do Collège de Guyenne. Foi eleito professor de grego, e, finalmente, em 1586, foi nomeado diretor do Collège, que continuou a governar por muitos anos.
Parece que Balfour estava vivo em 1625, mas a data de sua morte não é registrada. Balfour deixou atrás de si o caráter de um homem sábio e digno, a única culpa atribuída a ele por um biógrafo foi sua obediência zelosa à fé católica. Seu contemporâneo, Thomas Dempster, diz que "ele foi a fênix de seu tempo; um filósofo profundamente habilidoso nas línguas grega e latina; um matemático digno de ser comparado com os antigos; e além dessas qualificações ainda adicionou uma maravilhosa suavidade de modos, e o maior calor de carinho para com seus compatriotas". A sua reputação de estudioso baseia-se principalmente em seu Comentário sobre Aristóteles.

## Obras
Os títulos de suas obras são:
- Gelasius, Σύνταγμα τών κατα τήν έν Νικαία δγίαν Σύνοδον πραχθέντων Paris, 1599, 8vo; Heidelberg, 1604, fol. Uma edição do texto grego, acompanhado de uma tradução em latim. Gelasius, com a tradução de Balfour, tem sido reimpresso em diversas edições do Concilia.
- Cleomedis Meteora Graece et Latine. A Roberto Balforeo ex MS. codice Bibliothecæ Illustrissimi Cardinalis Ioyosii multis mendis repurgata, Latine versa, et perpetuo commentario illustrata. Bordéus, 1605, 4to. Este trabalho foi elogiado por Barthius e outros eruditos, e foi realizada em tal estimativa que foi republicada pelo professor James Bake em Leida em 1820, 8vo.
- Prolegomena in libros Topicorum Aristotelis, 1615, 4to.
- Commentarii in Organum Logicum Aristotelis, Bordéus, 1618, 4to.
- Commentarii in lib. Arist. de Philosophia tomus secundus, quo post Organum Logicum, quacumque in libros Ethicorum occurrunt difficilia, dilucide explicantur, Bordéus, 1620, 4to.